# Dichomeris empusa
Dichomeris empusa is een vlinder uit de familie van de tastermotten (Gelechiidae). De wetenschappelijke naam van de soort is voor het eerst geldig gepubliceerd in 1986 door Hodges.

## Type
- holotype: "male, 4.VII.1961, R.W. Hodges. USNM Genitalia Slide No. 9125"
- instituut: USNM
- typelocatie: "USA, Arizona, Coconino County, West Fork, 16 mi SW Flagstaff, 6500"[3]